# Astaffort
Astaffort est une commune du sud-ouest de la France, située dans le département de Lot-et-Garonne (région Nouvelle-Aquitaine). 

## Géographie

### Localisation
Traversée par le Gers, la commune est située dans le Brulhois, à une dizaine de kilomètres au sud d'Agen. Elle est limitrophe du département du Gers.

### Communes limitrophes
Les communes limitrophes sont Layrac, Gimbrède, Pergain-Taillac, Sempesserre, Cuq, Fals et Marmont-Pachas.
| Marmont-Pachas         | Layrac             | Fals            |
|                        | Astaffort          | Cuq             |
| Pergain-Taillac (Gers) | Sempesserre (Gers) | Gimbrède (Gers) |

### Climat
Pour des articles plus généraux, voir Climat de la Nouvelle-Aquitaine et Climat de Lot-et-Garonne.
Historiquement, la commune est exposée à un climat océanique aquitain.  
En 2020, Météo-France publie une typologie des climats de la France métropolitaine dans laquelle la commune est exposée à un climat océanique altéré et est dans la région climatique Aquitaine, Gascogne, caractérisée par une pluviométrie abondante au printemps, modérée en automne, un faible ensoleillement au printemps, un été chaud (19,5 °C), des vents faibles, des brouillards fréquents en automne et en hiver et des orages fréquents en été (15 à 20 jours).
Pour la période 1971-2000, la température annuelle moyenne est de 13,3 °C, avec une amplitude thermique annuelle de 15,5 °C. Le cumul annuel moyen de précipitations est de 741 mm, avec 9,7 jours de précipitations en janvier et 6,3 jours en juillet. Pour la période 1991-2020, la température moyenne annuelle observée sur la station météorologique la plus proche, située sur la commune de Laplume à 11 km à vol d'oiseau, est de 14,2 °C et le cumul annuel moyen de précipitations est de 767,2 mm,. Pour l'avenir, les paramètres climatiques de la commune estimés pour 2050 selon différents scénarios d'émission de gaz à effet de serre sont consultables sur un site dédié publié par Météo-France en novembre 2022.

## Urbanisme

### Typologie
Au 1er janvier 2024, Astaffort est catégorisée bourg rural, selon la nouvelle grille communale de densité à sept niveaux définie par l'Insee en 2022.
Elle est située hors unité urbaine. Par ailleurs la commune fait partie de l'aire d'attraction d'Agen, dont elle est une commune de la couronne,. Cette aire, qui regroupe 81 communes, est catégorisée dans les aires de 50 000 à moins de 200 000 habitants,.

### Occupation des sols

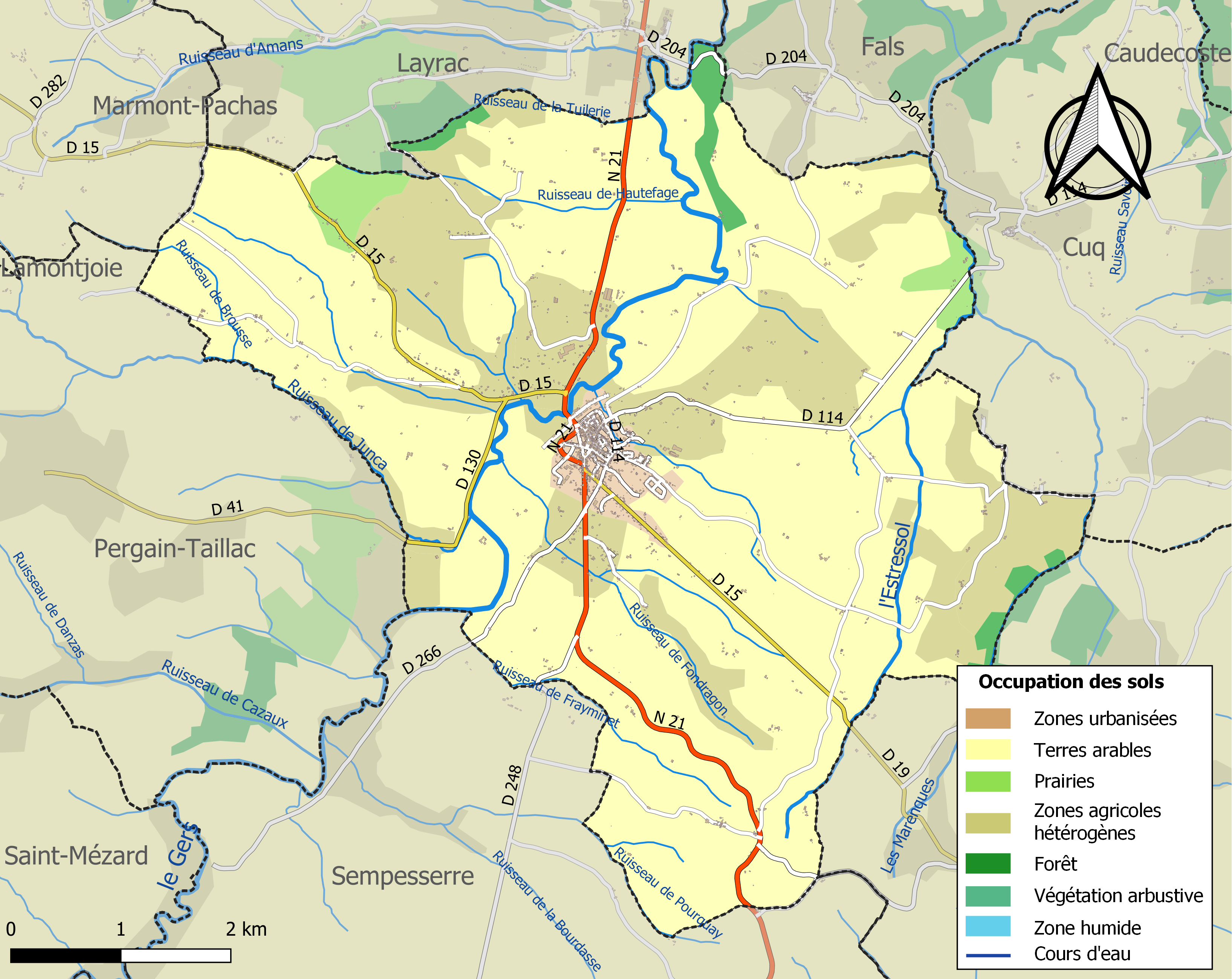
Carte des infrastructures et de l'occupation des sols de la commune en 2018 (CLC).

L'occupation des sols de la commune, telle qu'elle ressort de la base de données européenne d’occupation biophysique des sols Corine Land Cover (CLC), est marquée par l'importance des territoires agricoles (96 % en 2018), en diminution par rapport à 1990 (97,1 %). La répartition détaillée en 2018 est la suivante : 
terres arables (70,9 %), zones agricoles hétérogènes (23,2 %), zones urbanisées (2,3 %), prairies (1,9 %), forêts (1,8 %). L'évolution de l’occupation des sols de la commune et de ses infrastructures peut être observée sur les différentes représentations cartographiques du territoire : la carte de Cassini (XVIIIe siècle), la carte d'état-major (1820-1866) et les cartes ou photos aériennes de l'IGN pour la période actuelle (1950 à aujourd'hui).

### Risques majeurs
Le territoire de la commune d'Astaffort est vulnérable à différents aléas naturels : météorologiques (tempête, orage, neige, grand froid, canicule ou sécheresse), inondations, mouvements de terrains et séisme (sismicité très faible). Il est également exposé à deux risques technologiques,  le transport de matières dangereuses et le risque nucléaire. Un site publié par le BRGM permet d'évaluer simplement et rapidement les risques d'un bien localisé soit par son adresse soit par le numéro de sa parcelle.

#### Risques naturels
Certaines parties du territoire communal sont susceptibles d’être affectées par le risque d’inondation par une crue à  débordement lent de cours d'eau, notamment le Gers et l'Estressol . La commune a été reconnue en état de catastrophe naturelle au titre des dommages causés par les inondations et coulées de boue survenues en 1982, 1988, 1999, 2003 et 2009,.
Les mouvements de terrains susceptibles de se produire sur la commune sont des affaissements et effondrements liés aux cavités souterraines (hors mines), des glissements de terrain et des tassements différentiels. Afin de mieux appréhender le risque d’affaissement de terrain, un inventaire national permet de localiser les éventuelles cavités souterraines sur la commune.

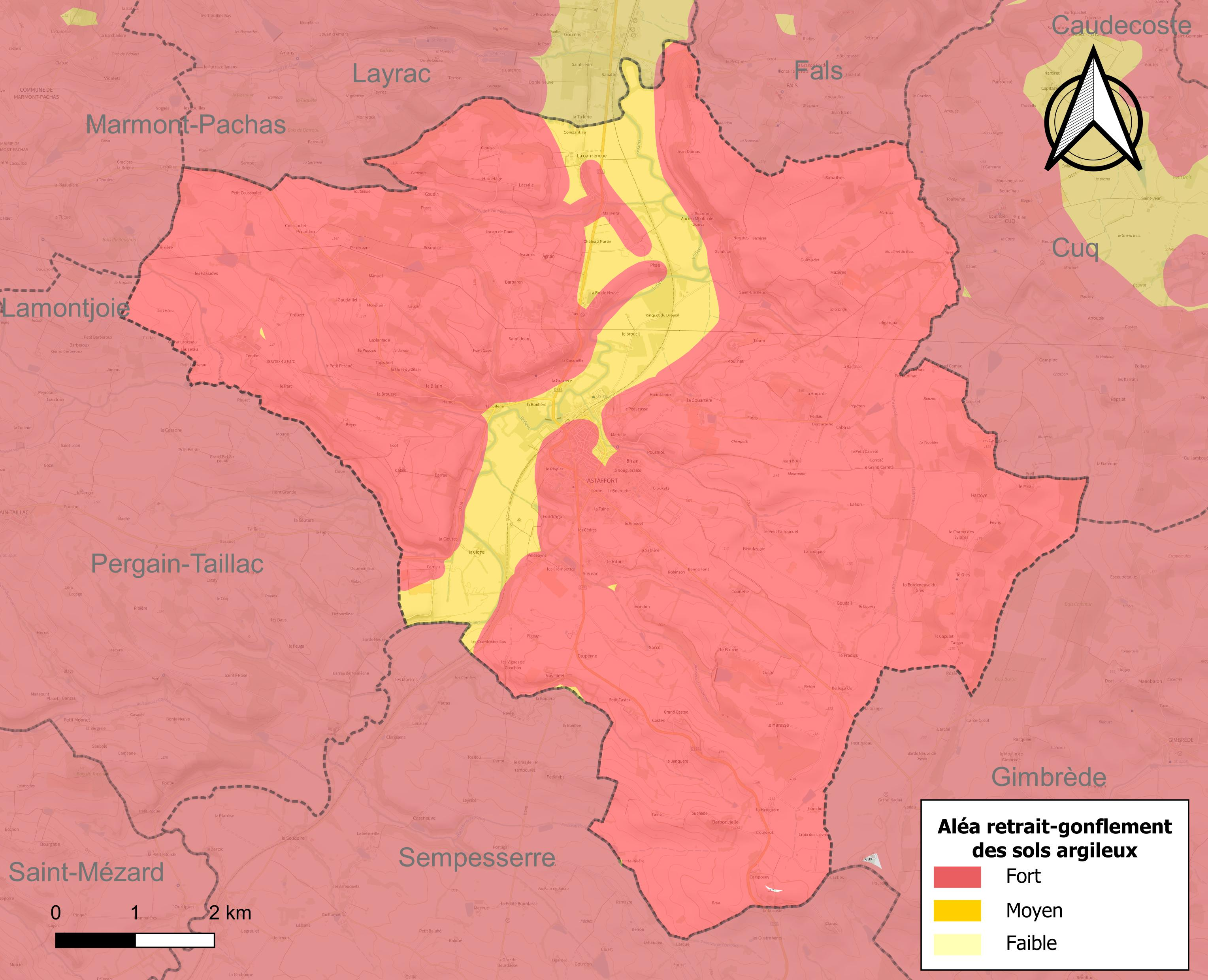
Carte des zones d'aléa retrait-gonflement des sols argileux d'Astaffort.

Le retrait-gonflement des sols argileux est susceptible d'engendrer des dommages importants aux bâtiments en cas d’alternance de périodes de sécheresse et de pluie. La totalité de la commune est en aléa moyen ou fort (91,8 % au niveau départemental et 48,5 % au niveau national). Depuis le 1er octobre 2020, en application de la loi ELAN, différentes contraintes s'imposent aux vendeurs, maîtres d'ouvrages ou constructeurs de biens situés dans une zone classée en aléa moyen ou fort,.
Concernant les mouvements de terrains, la commune a été reconnue en état de catastrophe naturelle au titre des dommages causés par la sécheresse en 1991, 2002, 2003, 2005, 2011, 2012, 2015, 2016 et 2017 et par des mouvements de terrain en 1999.

#### Risque technologique
La commune étant située dans le périmètre du plan particulier d'intervention (PPI) de 20 km autour de la centrale nucléaire de Golfech, elle est exposée au risque nucléaire. En cas d'accident nucléaire, une alerte est donnée par différents médias (sirène, sms, radio, véhicules). Dès l'alerte, les personnes habitant dans le périmètre de 2 km se mettent à l'abri. Les personnes habitant dans le périmètre de 20 km peuvent être amenées, sur ordre du préfet, à évacuer et ingérer des comprimés d’iode stable,,.

### Voies de communication et transports
Accès par la route nationale 21 entre Agen et Lectoure.

## Histoire

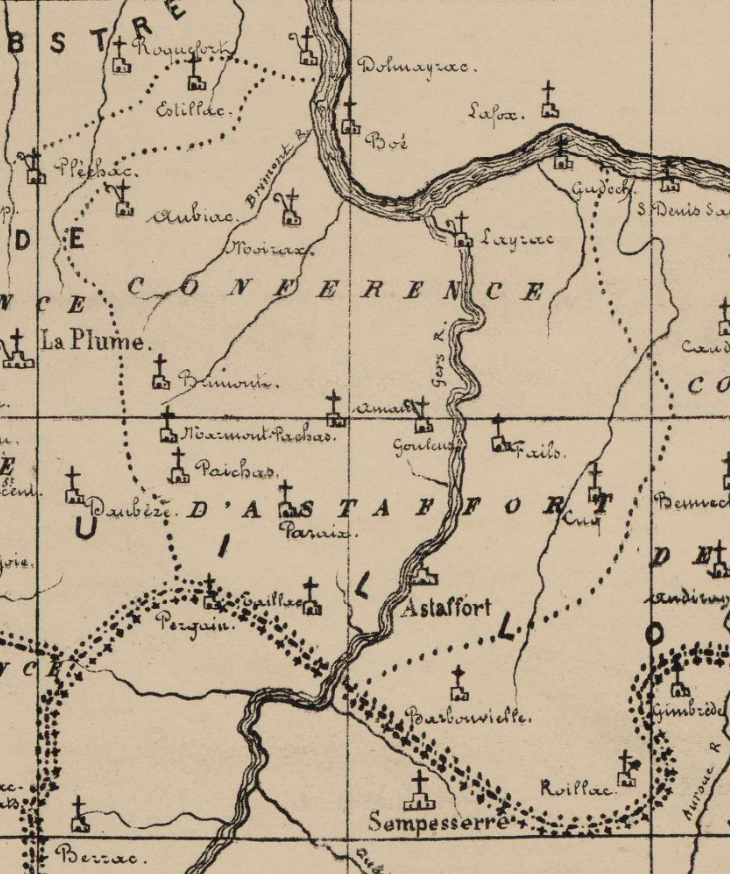
Carte ancienne.

Pendant la Seconde Guerre mondiale, à partir du 18 novembre 1940, ce village de la zone libre a accueilli les 350 habitants du village mosellan de Solgne, évacués juste avant l'annexion de la Moselle par le Troisième Reich[réf. nécessaire].

## Politique et administration

### Liste des maires
| Période                                  | Période                       | Identité          | Étiquette | Qualité |
| ---------------------------------------- | ----------------------------- | ----------------- | --------- | --- |
| 1898                                     | septembre 1908                | Pierre Bourgade   |           | |
| septembre 1908                           | septembre 1917                | François Cousso   |           | |
| octobre 1917                             | mai 1925                      | Jean Damous       |           | |
| mai 1925                                 | mai 1929                      | André Routier     | SFIO      | Docteur en médecine                                                                                         |
| mai 1929                                 | mai 1935                      | Paul Bourgade     |           | |
| mai 1935                                 | septembre 1944                | Pierre Lapeyronie |           | |
| septembre 1944                           | mai 1945                      | Gaston Martin     | Rad.      | |
| mai 1945                                 | mars 1959                     | Jean Saubestre    | SFIO      | Instituteur, ancien résistant Conseiller général d'Astaffort (1945 → 1951)                                  |
| mars 1959                                | mars 1971                     | Georges Sagazan   | Rad.      | Chef d'entreprise Conseiller général d'Astaffort (1964 → 1994)                                              |
| mars 1971                                | mars 1977                     | André Gardeil     |           | Directeur commercial                                                                                        |
| mars 1977                                | mars 1989                     | Georges Sagazan   | UDF-Rad.  | Chef d'entreprise Conseiller général d'Astaffort (1964 → 1994)                                              |
| mars 1989                                | mars 2001                     | Hubert Delpech    | GE        | Retraité du ministère de l'Intérieur Conseiller régional d'Aquitaine (1992 → 1998)                          |
| mars 2001                                | mars 2004 (décès)             | Danielle Esteban  | PS        | Professeur d'anglais retraitée Conseillère générale d'Astaffort (1994 → 2004)                               |
| juin 2004                                | mars 2014                     | André Garros      | DVG       | Fonctionnaire de la DGCCRF                                                                                  |
| mars 2014                                | mai 2020                      | Louise Cambournac | LR        | Retraitée du ministère de l'Éducation nationale Conseillère départementale du Sud-Est Agenais (2017 → 2021) |
| mai 2020                                 | En cours (au 14 février 2022) | Paul Bonnet       | LR        | Cadre CCI                                                                                                   |
| Les données manquantes sont à compléter. |                               |                   |           | |

### Jumelages
- Solgne (Lorraine).
- Dămuc (Roumanie).
- Saint-Zénon (Canada).

## Équipements et services publics

### Enseignement
- École Alain-Aspect.

### Santé
- Maison de santé pluridisciplinaire Jules Gavarret, inaugurée en 2016[26],[27].

## Population et société

### Démographie
L'évolution du nombre d'habitants est connue à travers les recensements de la population effectués dans la commune depuis 1793. Pour les communes de moins de 10 000 habitants, une enquête de recensement portant sur toute la population est réalisée tous les cinq ans, les populations de référence des années intermédiaires étant quant à elles estimées par interpolation ou extrapolation. Pour la commune, le premier recensement exhaustif entrant dans le cadre du nouveau dispositif a été réalisé en 2008.

En 2022, la commune comptait 2 002 habitants, en évolution de −2,67 % par rapport à 2016 (Lot-et-Garonne : −0,18 %, France hors Mayotte : +2,11 %).
| 1793  | 1800  | 1806  | 1821  | 1831  | 1836  | 1841  | 1846  | 1851  |
| ----- | ----- | ----- | ----- | ----- | ----- | ----- | ----- | ----- |
| 2 729 | 2 372 | 2 474 | 2 631 | 2 785 | 2 527 | 2 414 | 2 581 | 2 608 |

| 1856  | 1861  | 1866  | 1872  | 1876  | 1881  | 1886  | 1891  | 1896  |
| ----- | ----- | ----- | ----- | ----- | ----- | ----- | ----- | ----- |
| 2 518 | 2 434 | 2 560 | 2 511 | 2 583 | 2 515 | 2 536 | 2 194 | 2 059 |

| 1901  | 1906  | 1911  | 1921  | 1926  | 1931  | 1936  | 1946  | 1954  |
| ----- | ----- | ----- | ----- | ----- | ----- | ----- | ----- | ----- |
| 1 960 | 1 857 | 1 781 | 1 619 | 1 707 | 1 668 | 1 773 | 1 700 | 1 740 |

| 1962  | 1968  | 1975  | 1982  | 1990  | 1999  | 2006  | 2008  | 2013  |
| ----- | ----- | ----- | ----- | ----- | ----- | ----- | ----- | ----- |
| 1 792 | 1 740 | 1 802 | 1 835 | 1 828 | 1 880 | 1 989 | 2 016 | 2 015 |

| 2018  | 2022  | - | - | - | - | - | - | - |
| ----- | ----- | - | - | - | - | - | - | - |
| 2 044 | 2 002 | - | - | - | - | - | - | - |

## Culture locale et patrimoine

### Lieux et monuments

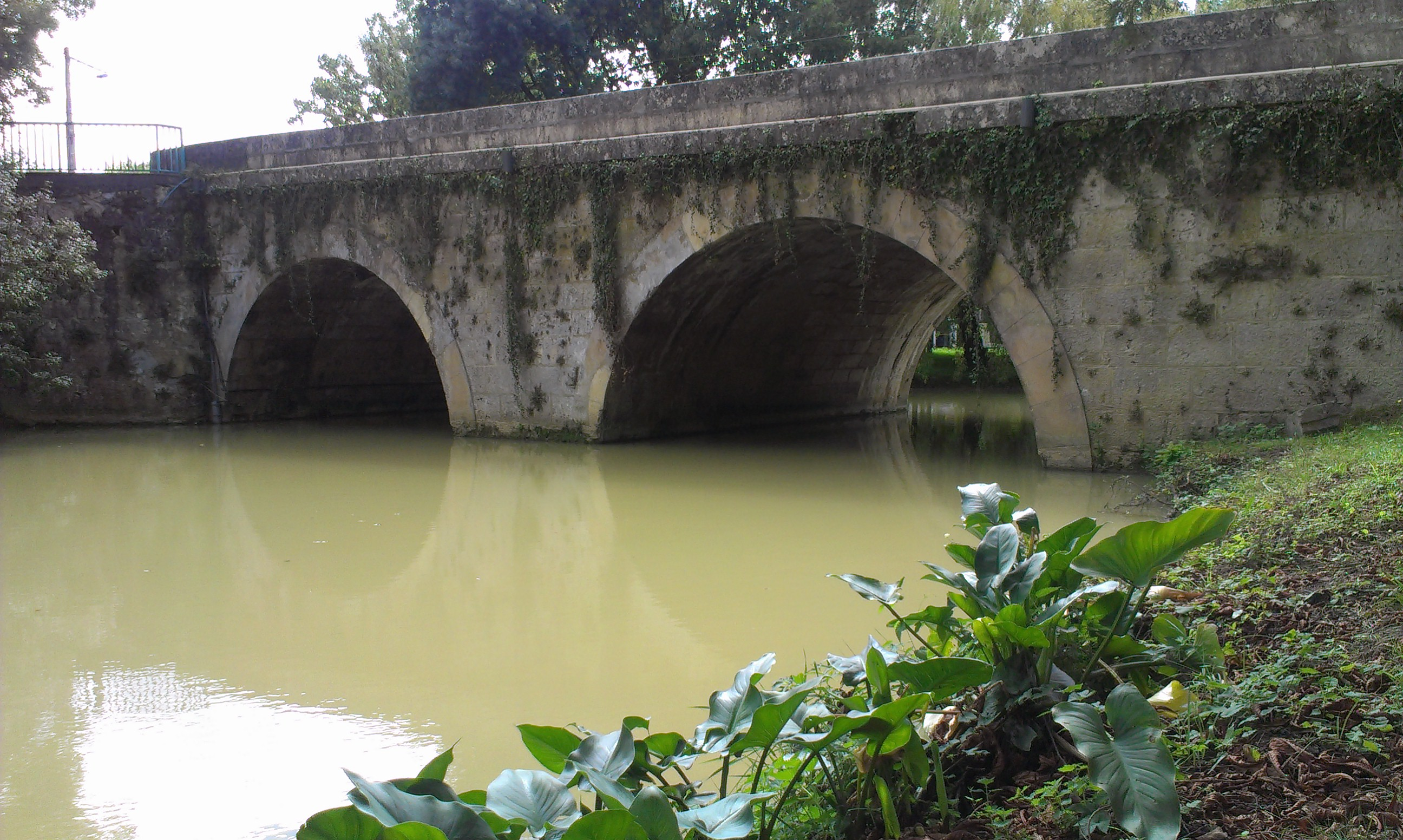
Pont.

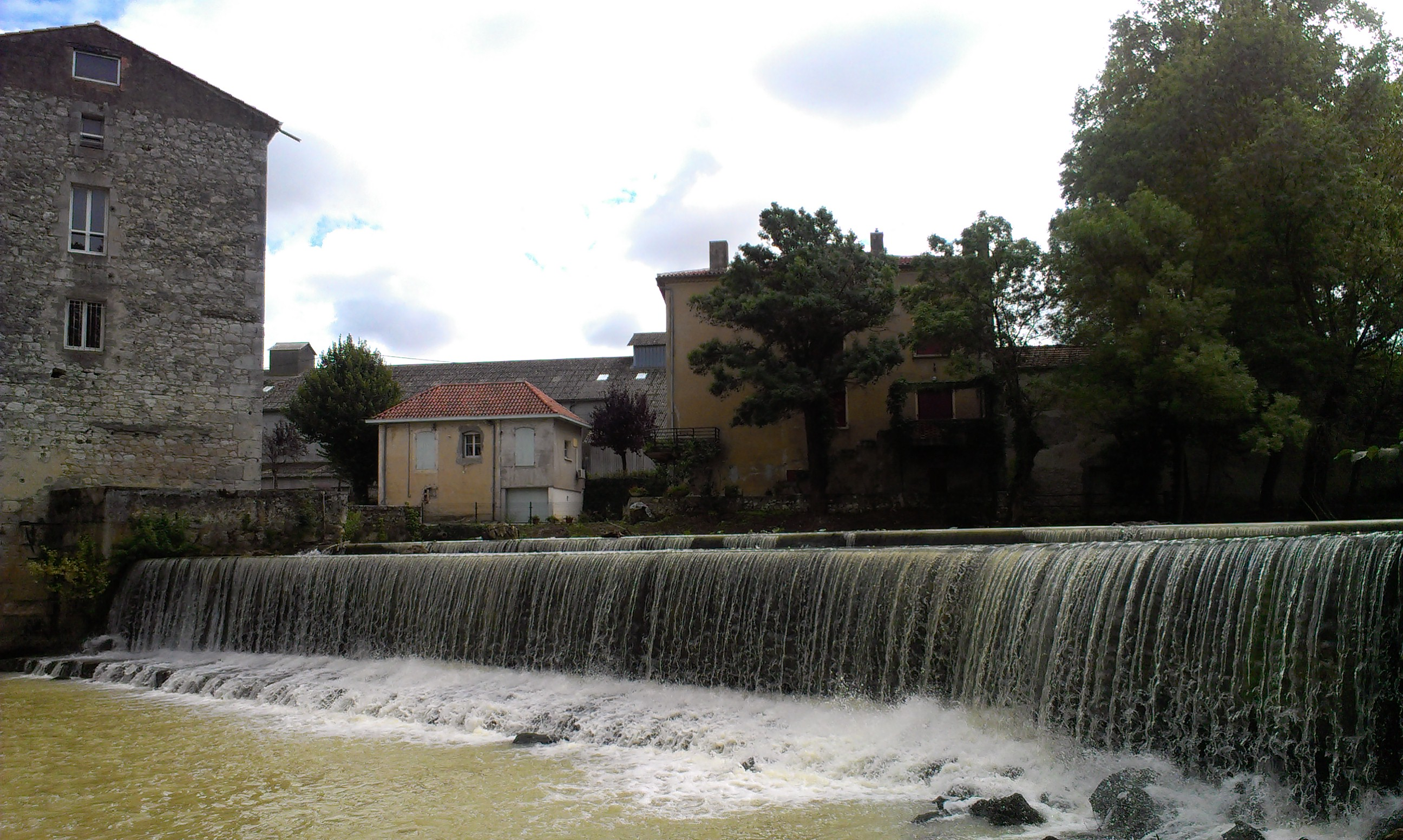

- Église Sainte-Geneviève (XIVe et XVIIe siècles)
- Église Saint-Félix (époque romane et XVIIe siècle)
- Église Sainte-Quitterie de Barbonvielle (rénovée au XIXe siècle)
- Ancien couvent des Clarisses (XVIIe et XVIIIe siècles)
- Château de Parays (XVIIIe et XIXe siècles)
- Château de Fondragon (XVIIIe et XIXe siècles)
- Moulin fortifié de Roques sur le Gers (XIIIe et XIVe siècles)
- Kiosque à musique (XIXe et XXe siècles)
- Monument aux morts de la guerre de 1870.

### Personnalités liées à la commune
- Alain Aspect (né en 1947), physicien français, membre de l'Académie française, de l'Académie des sciences, prix Nobel de physique[32].
- Alain Beyneix (né en 1972), archéologue et préhistorien français.
- Philippe Burty (1830-1890), critique d'art, dessinateur, lithographe et collectionneur français.
- Francis Cabrel (né en 1953), auteur-compositeur-interprète.
- Henri Caillavet (1914-2013), homme politique, ancien député, sénateur et secrétaire d'État a été conseiller général du canton d'Astaffort (1951-1963).
- Pierre-Marie Carré (né en 1947), évêque, a été curé d'Astaffort,
- Philippe Dauzon (1860-1918), conseiller général d'Astaffort (1886-1918), député d'Agen (1893-1910) et président du conseil général de Lot-et-Garonne (1899-1913).
- Louis Denis Jules Gavarret (1809-1890), polytechnicien et médecin, ancien président de l'Académie de médecine.
- Jean Félix Larroche (1763-1795), homme politique, conventionnel lot-et-garonnais.
- Jean-Marc Mazzonetto (1983-2018), joueur de rugby à XV
- Jacques Sadoul (1934-2013), auteur spécialiste du polar, de science-fiction et d'ésotérisme, ancien directeur éditorial de la maison J'ai Lu[33].

### Héraldique
| Blason de Astaffort | Blason  | De gueules à la bande d'or, accompagnée de six croisettes du même. Devise / Cri"Stat fortiter" (Elle se tient ferme, avec courage) |
| Blason de Astaffort | Détails | Le statut officiel du blason reste à déterminer.                                                                                   |